# Fausto Klinger
Fausto Francisco Klinger (15 aprile 1953) è un ex calciatore ecuadoriano, di ruolo difensore.

## Carriera

### Club
Ha sempre giocato nel campionato ecuadoriano.

### Nazionale
Con la maglia della Nazionale giocò 23 partite e prese parte a tre edizioni della Copa América.